# 호흡 (생리학)
생리학에서 호흡(Respiration)은 외부 환경에서 조직 내의 세포로 산소가 이동하고 반대 방향으로 이산화 탄소를 제거하는 과정이다.
호흡의 생리학적 정의는 유기체가 영양소를 산화시키고 노폐물을 방출함으로써 에너지(ATP 및 NADPH의 형태)를 얻는 대사 과정을 나타내는 생화학적 정의와는 다르다. 생리적 호흡은 세포 호흡과 동물의 생명을 유지하는 데 필요하지만 그 과정은 다르다. 세포 호흡은 유기체의 개별 세포에서 일어나는 반면 생리적 호흡은 유기체와 외부 환경 사이의 대사 산물의 확산 및 수송에 관한 것이다.
폐의 가스 교환은 환기(Ventilation)와 관류(Perfusion)에 의해 발생한다. 환기는 폐의 공기가 안팎으로 움직이는 것을 말하며 관류는 폐 모세혈관에서의 혈액 순환을 의미한다. 포유류에서의 생리적 호흡은 들숨과 날숨의 호흡 주기를 포함한다. 들숨은 일반적으로 폐포의 공기와 폐 모세혈관의 혈액 사이에서 가스 교환 과정이 일어나는, 폐로 공기를 가져오는 능동적인 움직임이다. 여기에서 횡격막의 수축은 호흡계의 탄성, 저항 및 관성 구성 요소에 의해 유발되는 압력과 동일한 압력 변화를 유발한다. 이와 반대로, 날숨은 일반적으로 수동적인 과정이다.
숨을 들이마실 때마다 폐포를 대기의 공기로 가득 채우지는 않는다(1회 호흡 당 약 350ml). 대신 흡입된 공기를 조심스럽게 희석하고 '기능잔기용량'이라 알려진 많은 양의 가스(성인의 경우 약 2.5리터)와 완전히 혼합한다. 기능잔기용량이란 각 호기 이후 폐에 남아 있는 가스로 기체 구성이 주변 공기와 현저히 다르다. 생리학적 호흡은 기능적 잔여 용량의 구성을 일정하게 유지하고 폐 모세혈관 혈액에 용해된 가스와 평형을 이루도록 하는 메커니즘을 포함한다. 
호흡 중에는 산화-환원 반응에 의해 CH 결합이 끊어져 이산화탄소와 물도 생성된다. 세포 에너지 생성 과정은 세포 호흡이라고 한다.

## 호흡의 분류
호흡 생리학을 분류하는 몇 가지 방법이 있다.

### 종에 따라
- 수중 호흡 (Aquatic respiration)
- 협측 펌핑 (Buccal pumping)
- 피부 호흡 (Cutaneous respiration)
- 장 호흡 (Intestinal respiration)
- 호흡계통

### 메커니즘에 따라
- 호흡
- 가스 교환
- 동맥혈 가스
- 호흡 조절
- 무호흡

### 실험에 따라
- 허프 앤 퍼프 (Huff and Puff)
- 폐활량 측정
- 선택 이온 흐름관 질량 분석기 (Selected ion flow tube mass spectrometry)

### 중환자와 응급 환자에 따라
- 심폐소생술
- 기계환기
- 삽관
- 액체 호흡
- 체외막산소공급
- 산소 중독
- 인공호흡기
- 전신 마취
- 후두경

### 의학 주제에 따라
- 호흡기 치료
- 호흡 가스
- 고압산소요법
- 저산소증
- 가스 색전증
- 잠수병
- 압력 외상
- 질소 마취
- 이산화탄소 중독
- 일산화 탄소 중독
- HPNS

## 추가 이미지

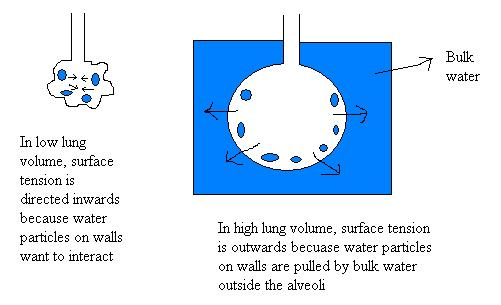
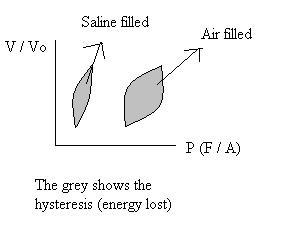
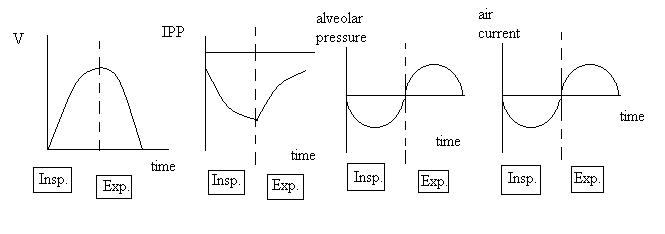
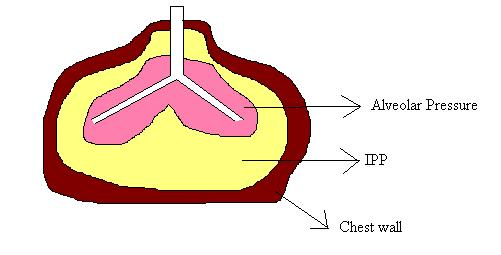

위키미디어 공용에 호흡 관련 미디어 분류가 있습니다.